# 民族协约党
民族协约党（羅馬化：Haraka al-'ahd al-waTani）是叙利亚的一个已不存在的政党。
1951年，该党成立，当时取名为阿拉伯社会党。1972年，该党参与创建全国进步阵线，支持阿拉伯复兴社会党—叙利亚地区领导的政府。2004年，该党改用现名。
2012年5月7日，叙利亚人民议会选举中，该党赢得了250个席位中的3个。